# Địa hoàng
Địa hoàng (地黃) hay sinh địa (生地) (danh pháp hai phần: Rehmannia glutinosa) là một loài thực vật thuộc chi Địa hoàng, họ Cỏ chổi (Orobanchaceae). Trong Đông y, địa hoàng là một cây thuốc.
Trong tiếng Trung, loài này có bính âm là Sheng di huang, âm Hán Việt là sinh địa hoàng.
Địa hoàng là cây bản địa của Trung Quốc. Tại Việt Nam, loài này được trồng ở một số tỉnh phía Bắc.

## Sử dụng
Địa hoàng là cây thân thảo, có rễ củ dùng làm thuốc bổ, chống suy nhược cơ thể, bổ máu, lợi tiểu, làm sáng mắt.

## Thành phần hóa học
Trong rễ cây địa hoàng có các hoạt chất như iridoid, phenethyl alcohol, glycoside, cyclopentanoid monoterpene, và norcarotenoid

## Hình ảnh

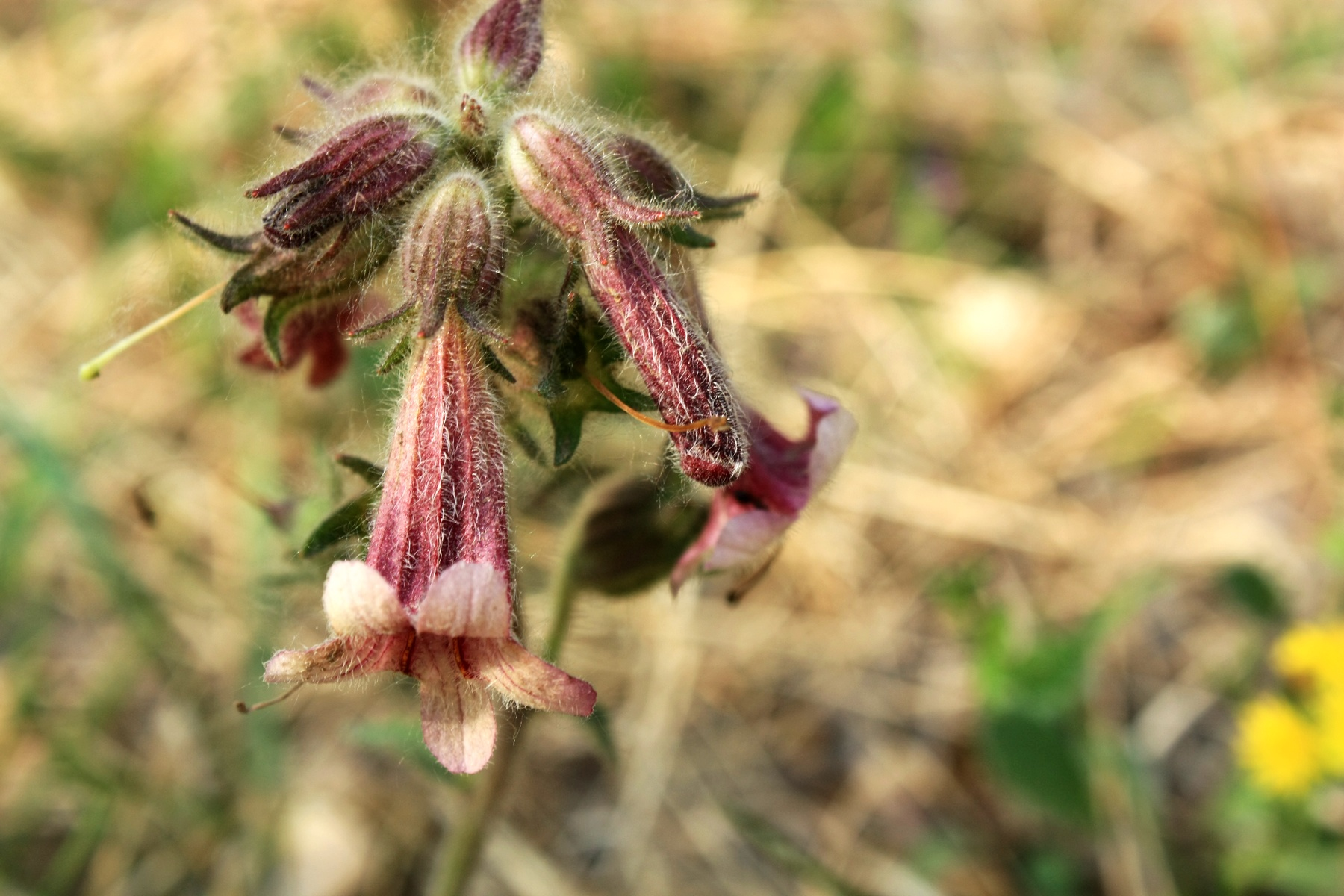